# 小行星4075
小行星4075（英語：4075 Sviridov）是一颗围绕太阳公转的小行星。1982年10月14日，柳德米拉·卡拉季奇在克里米亚发现了此天体。
这颗小行星的绝对星等为83.51630904511089等。